# Dům pánů z Lipé

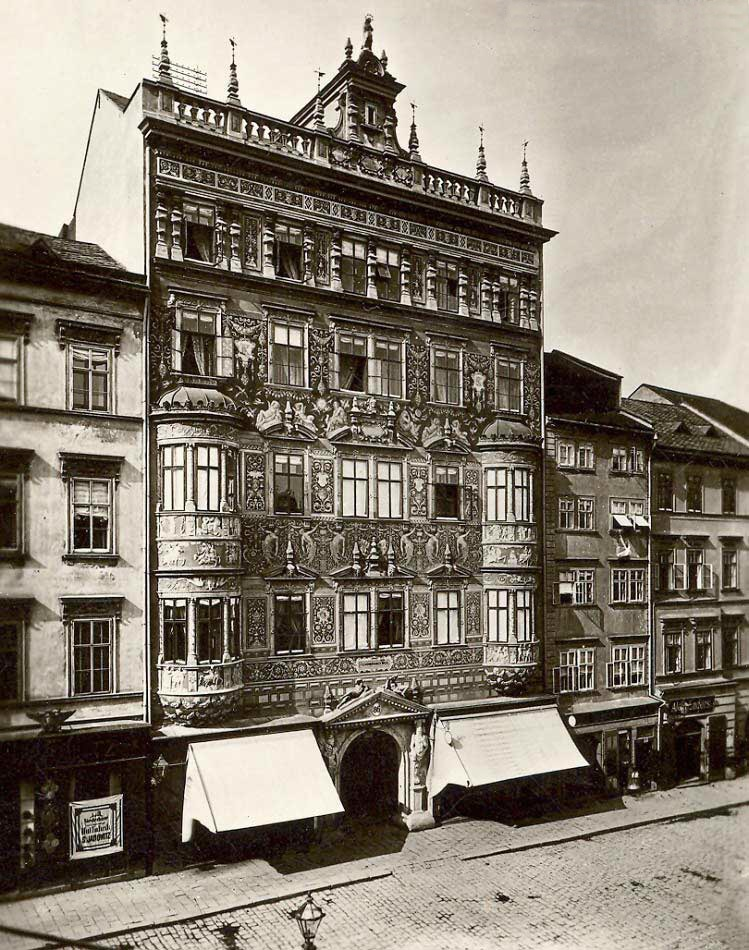
Brno, dům pánů z Lipé (1890)

„Dům pánů z Lipé” (Dom Panów z Lipy, znany także jako pałac Schwanza) – renesansowa kamienica mieszczańska przy Náměstí Svobody 17, w Brnie, na Morawach w  Czechach, zbudowana w latach 1589-1596 przez architektów włoskich, Antonio Gabriego i Giorgio Gialdiego dla handlarza win, Krzysztofa Schwanza. Jednym z późniejszych właścicieli domu był Luis Raduit de Souches, dowodzący obroną miasta w czasie wojny ze Szwedami w roku 1645. W chwili obecnej - centrum handlowe i punkt przedsprzedaży biletów na imprezy kulturalne.